# Johann Schweinberger
Johann Schweinberger (* 11. Mai 1894 in Neukirchen am Großvenediger; † 2. Februar 1985 ebenda) war ein österreichischer Politiker (CS/ÖVP) und Gastwirt. Er war von 1932 bis 1934 Abgeordneter zum Salzburger Landtag und von 1948 bis 1949 Abgeordneter zum Österreichischen Nationalrat.

## Ausbildung und Beruf
Nach dem Besuch der Volksschule arbeitete Schweinberger als Holzknecht und diente zwischen 1914 und 1919 im Ersten Weltkrieg bzw. war in Kriegsgefangenschaft. Im Jahr 1921 machte er sich als Holzunternehmer selbständig und eröffnete 1930 einen Gastgewerbebetrieb in Neukirchen.

## Politik und Funktionen
Schweinberger wurde 1921 Mitglied der Gemeindevertretung von Neukirchen und stieg 1928 zum Mitglied des Gemeinderats auf. Er wirkte zwischen 1932 und 1934 als Vizebürgermeister und war von 1934 bis 1938 sowie nach Unterbrechung durch den Zweiten Weltkrieg von 1945 bis 1969 Bürgermeister seiner Heimatgemeinde Neukirchen. Die Christlichsoziale Partei vertrat er zudem vom 19. Mai 1932 bis zum 31. Oktober im Salzburger Landtag. Nach Kriegsende war er vom 18. Februar 1948 bis zum 8. November 1949 Abgeordneter zum Nationalrat der ÖVP. Im Wirtschaftsbund hatte er von 1945 bis 1966 die Funktion des Obmann-Stellvertreters im Pinzgau inne, des Weiteren war er von 1948 bis 1965 stellvertretender Obmann des Salzburger Gemeindeverbandes und ab 1960 stellvertretender Obmann der Sektion Fremdenverkehr in der Salzburger Handelskammer. Darüber hinaus war er als Vorsitzender der Pinzgauer Bürgermeisterkonferenz und Obmann sowie Ehrenobmann des Österreichischen Kameradschaftsbundes im Pinzgau aktiv.

## Auszeichnungen
- Ehrenbürger von Neukirchen am Großvenediger
- Silbernes Ehrenzeichen für Verdienste um die Republik Österreich (1956)
- Berufstitel Kommerzialrat (1963)
- Silbernes Verdienstzeichen des Landes Salzburg (1970)